# Tornos piazzata
Tornos piazzata là một loài bướm đêm trong họ Geometridae.